# Брассинга, Аннеке
Аннеке Брассинга (нидерл. Anneke Brassinga; род. 20 августа 1948, Схаарсберген, Гелдерланд) — нидерландская поэтесса и переводчик.

## Биография
Закончила Амстердамский университет (1972). Переводила Жюля Верна, Оскара Уайльда, Владимира Набокова, Одена, Сильвию Плат. Лауреат многочисленных нидерландских и фламандских литературных премий.

## Произведения
- Aurora (1987)
- Landgoed (1989)
- Thule (1991)
- Hartsvanger (1993, роман)
- Zeemeeuw in boomvork (1994)
- Huisraad (1998)
- Hapschaar (1998, рассказы)
- Verschiet (2001)
- Het zere been (2002, эссе)
- Tijdelijk verblijf (2003)
- Timiditeiten (2003)
- Wachtwoorden (2005, собрание стихотворений)
- Tussen vijf en twaalf (2005, письма)
- IJsgang (2006)
- Bloeiend puin (2008, эссе)
- Ontij (2010)

## Признание
Премии Германа Гортера (1990), Иды Герхардт (2002), Анны Бейнс (2005), Константейна Хёйгенса (2008) и другие.